# Pseudocleobis orientalis
Pseudocleobis orientalis är en spindeldjursart som beskrevs av Paul Jean Baptiste Maury 1976. Pseudocleobis orientalis ingår i släktet Pseudocleobis och familjen Ammotrechidae. Inga underarter finns listade i Catalogue of Life.